# Sisaket (stad)
Sisaket (Thais: ศรีสะเกษ) is een stad in Noordoost-Thailand. Sisaket is hoofdstad van de provincie Sisaket en het district Sisaket. De stad heeft ongeveer 26.000 inwoners en ligt aan de Mun. Het heeft zijn eigen voetbalclub.